# 叉柱岩菖蒲
叉柱岩菖蒲（学名：Tofieldia divergens）为岩菖蒲科岩菖蒲属的植物，为中国的特有植物。分布在中国大陆的贵州西部、云南、四川西南部、西南部等地，生长于海拔1,000米至4,300米的地区，常生于溪边、林下的岩缝中、草坡和岩石上，目前尚未由人工引种栽培。